# Лисаківський Микола Михайлович
Мико́ла Миха́йлович Лисакі́вський (7 червня 1943, с. Реваківці Кіцманського району Чернівецької області) — сучасний український скульптор; член Національної спілки художників України, заслужений художник України (2002). Проживав в Чернівцях, автор пам'ятників та меморіальних дощок:
помер 22 червня 2010 року.

## З біографії та творчості
Микола Михайлович Лисаківський народився 7 червня 1943 року в селі Реваківці Кіцманського району Чернівецької області. 
Навчався у Чернівецькому художньо-ремісничому училищі № 5, був студентом Пензенського художнього училища ім. К. Савицького. Згодом навчався на факультеті скульптури Київського державного художнього інституту.
Від 1988 року — член Національної спілки художників України.
Працює в галузі монументальної та станкової скульптури.
Серед робіт:
- меморіальна дошка В. Івасюку (1989 — м. Чернівці);
- меморіальна дошка Юрію Федьковичу (на вході до центральних корпусів Чернівецького університету);
- пам'ятник Тарасові Шевченку (1999 — м. Чернівці);
- пам'ятник героям-односельчанам, які загинули за незалежність України (2004 — село Драчинці Чернівецької області);
- ескізи багатьох медалей, художнє оформлення низки приміщень тощо.

У період 1992—95 років — голова правління Чернівецької обласної організації Спілки художників України.
Разом зі своїм колегою Петром Лемським займався реставрацією скульптур Святих Петра і Павла біля Вірменської церкви. Він працював до останнього дня.
Помер 22 червня 2010 року у Чернівцях, на 67 році життя.